# Владимир (эсминец)
«Влади́мир» — эскадренный миноносец Российского императорского флота типа «Гавриил», построенный на Русско-Балтийском судостроительном заводе и принадлежавший к числу эскадренных миноносцев типа «Новик».

## История службы
15 ноября 1913 года заложен на стапеле, спущен на воду 5 августа 1915 года и 21 августа 1917 года предъявлен к испытаниям, которые закончились 9 октября 1917 года подписанием приёмочного акта.
В начале 1918 года дислоцировался в Гельсингфорсе, в составе 3-го эшелона принял участие в «Ледовом походе» Балтийского флота. В мае 1919 года вошёл в состав 1-го дивизиона эсминцев ДОТ (действующего отряда кораблей)  . Во время восстания «Красной Горки» осуществлял охранение линейных кораблей «Петропавловск» и «Андрей Первозванный», занимавшихся обстрелом форта.
С середины июня эсминец принимал активное участие в минных постановках и обстрелах Северо-Западной армии белых. 4 сентября «Свобода» подвергся безрезультатной атаке четырёх английских самолётов, которые сбросили 12 бомб .
Во время осенней битвы за Петроград в 1919 году командование Красного Балтийского флота приняло решение активизировать действия флота, для оказания помощи обороняющимся частям Красной армии. Было решено произвести постановку минных заграждений в восточной части Копорского залива, чтобы помешать возможной десантной операции наступающих войск Северо-Западной армии. Для постановки были назначены четыре эсминца — «Гавриил», «Свобода», «Константин» и «Азард» . 
Эсминцы снялись с якоря Большого Кронштадта в 2 часа ночи 21 октября и вышли в море. Однако, войдя в Копорский залив, они попали на минное заграждение. Первым в 5 часов 48 минут подорвался «Гавриил», а в 5 часов 50 минут одновременно взорвались на минах «Константин» и «Свобода». На «Свободе» взрыв мины произошёл под машинным отделением, корабль продержался на плаву 8 минут . Из состава экипажа спаслось 6 человек. В 1933 году отдельные части корпуса корабля, вооружения и детали машин были подняты ЭПРОНом и сданы на слом .